# Jüdischer Friedhof (Haigerloch)

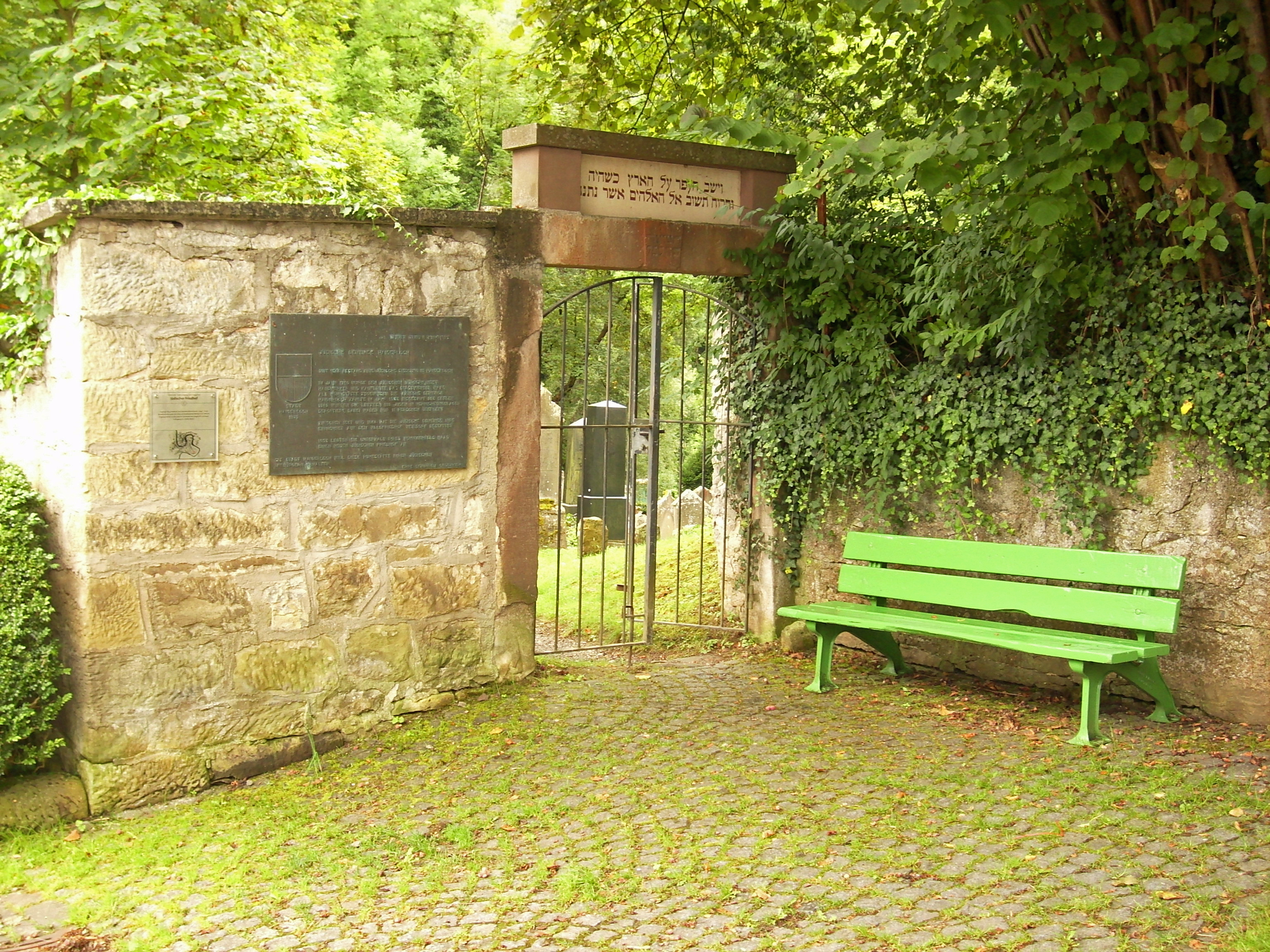
Eingang zum jüdischen Friedhof, links Gedenktafel

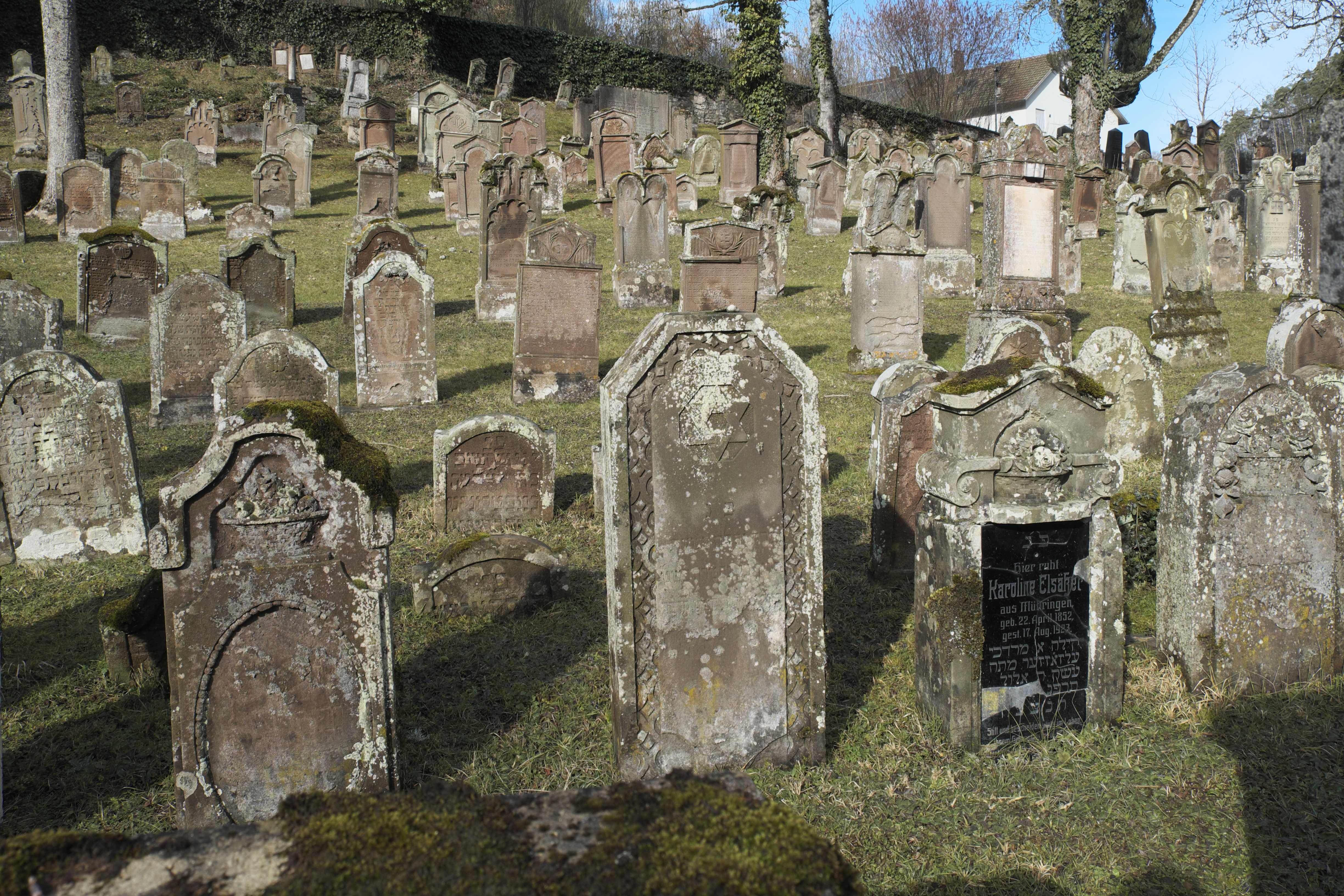
Jüdischer Friedhof in Haigerloch

Der Jüdische Friedhof Haigerloch ist ein jüdischer Friedhof in Haigerloch, einer Stadt im Zollernalbkreis in Baden-Württemberg. Der Friedhof ist ein geschütztes Kulturdenkmal und befindet sich unterhalb des Wohngebiets Haag.

## Geschichte
Die jüdische Gemeinde Haigerloch bestattete zunächst ihre Toten auf dem jüdischen Friedhof in Weildorf. 1802 wurde ein eigener Friedhof unterhalb des jüdischen Wohnviertels Haag angelegt. Dieser hat eine Fläche von 23,08 Ar. Die erste Beisetzung fand 1803 statt (Seligmann Isaak Ulmann), die letzte Beerdigung 2018. Heute sind noch 660 Grabsteine (Mazewot) vorhanden.
Auf dem Friedhof befindet sich ein Kriegerdenkmal für die sechs jüdischen Gefallenen des Ersten Weltkriegs und ein Gedenkstein für die in der Zeit des Nationalsozialismus ermordeten Juden aus Haigerloch.
Links neben dem Eingangstor ist eine Gedenktafel für die jüdische Gemeinde Haigerloch angebracht.